# Michael Strempel (Journalist)

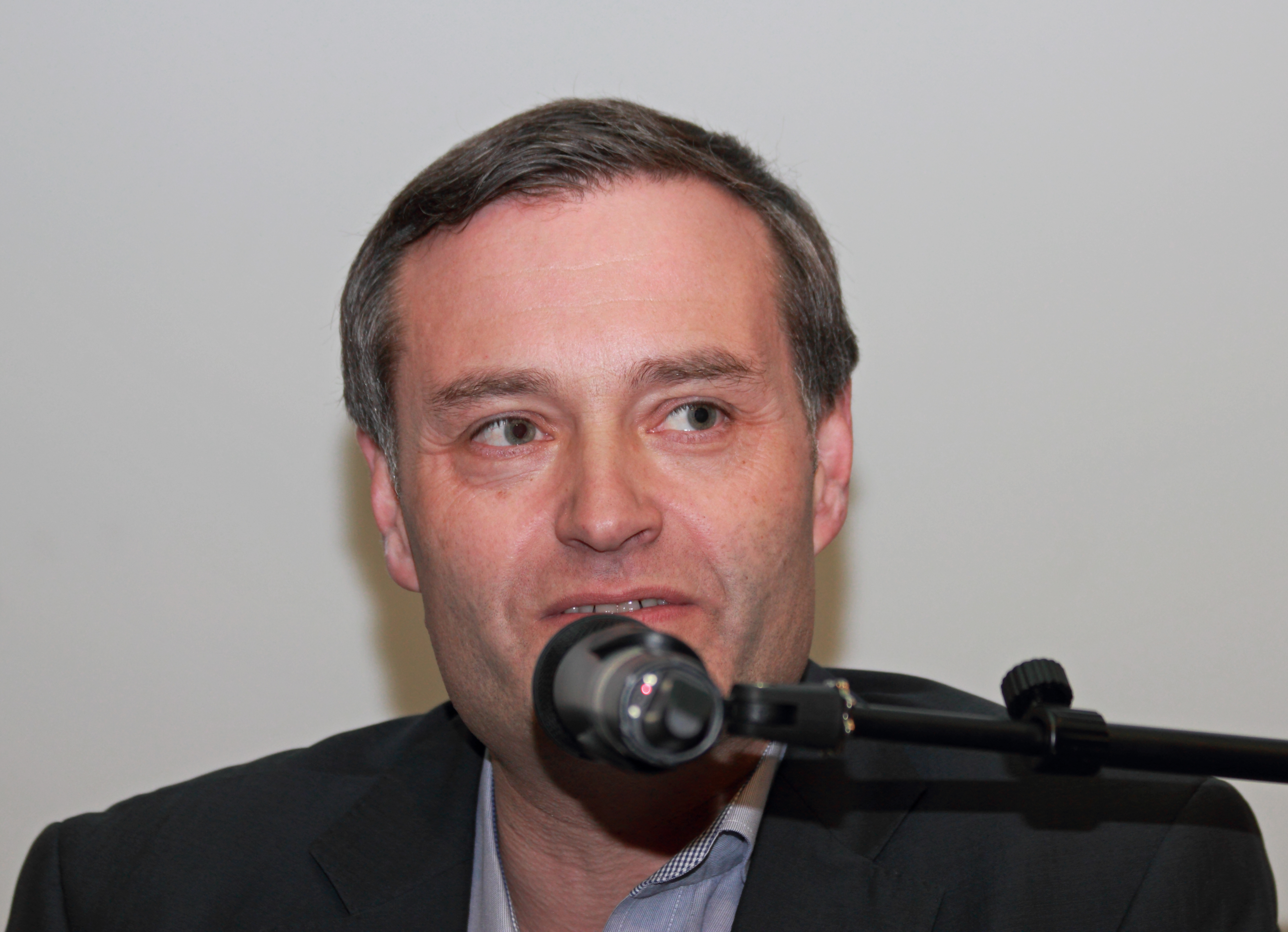
Michael Strempel (2013)

Michael Strempel (* 2. November 1965 in Troisdorf-Sieglar) ist ein deutscher Journalist.

## Karriere
Strempel studierte Geschichte, Politikwissenschaft und Germanistik in Bonn und Cardiff. Nach kurzer Tätigkeit beim Bonner General-Anzeiger absolvierte er ein Volontariat beim WDR. Dort arbeitete er im Anschluss als Moderator, Autor und Chef vom Dienst für verschiedene Sendungen. 1999 wechselte er in das ARD-Studio Bonn. Bis 2002 war er für Phoenix in Berlin.
Von 2004 bis 2007 war er ARD-Korrespondent in Brüssel, vom 1. Juli 2007 bis 30. Juni 2012 leitete er das ARD-Fernsehstudio in Paris. Von Juli 2012 an leitete er die Auslandsabteilung Fernsehen des WDR und moderiert den Weltspiegel. Von August 2020 bis Dezember 2024 war er Korrespondent und politischer Moderator des ARD-Morgenmagazins in Berlin. Zum 1. Januar 2025 wurde er erneut Leiter des ARD-Fernsehstudios in Paris.